# Bambara

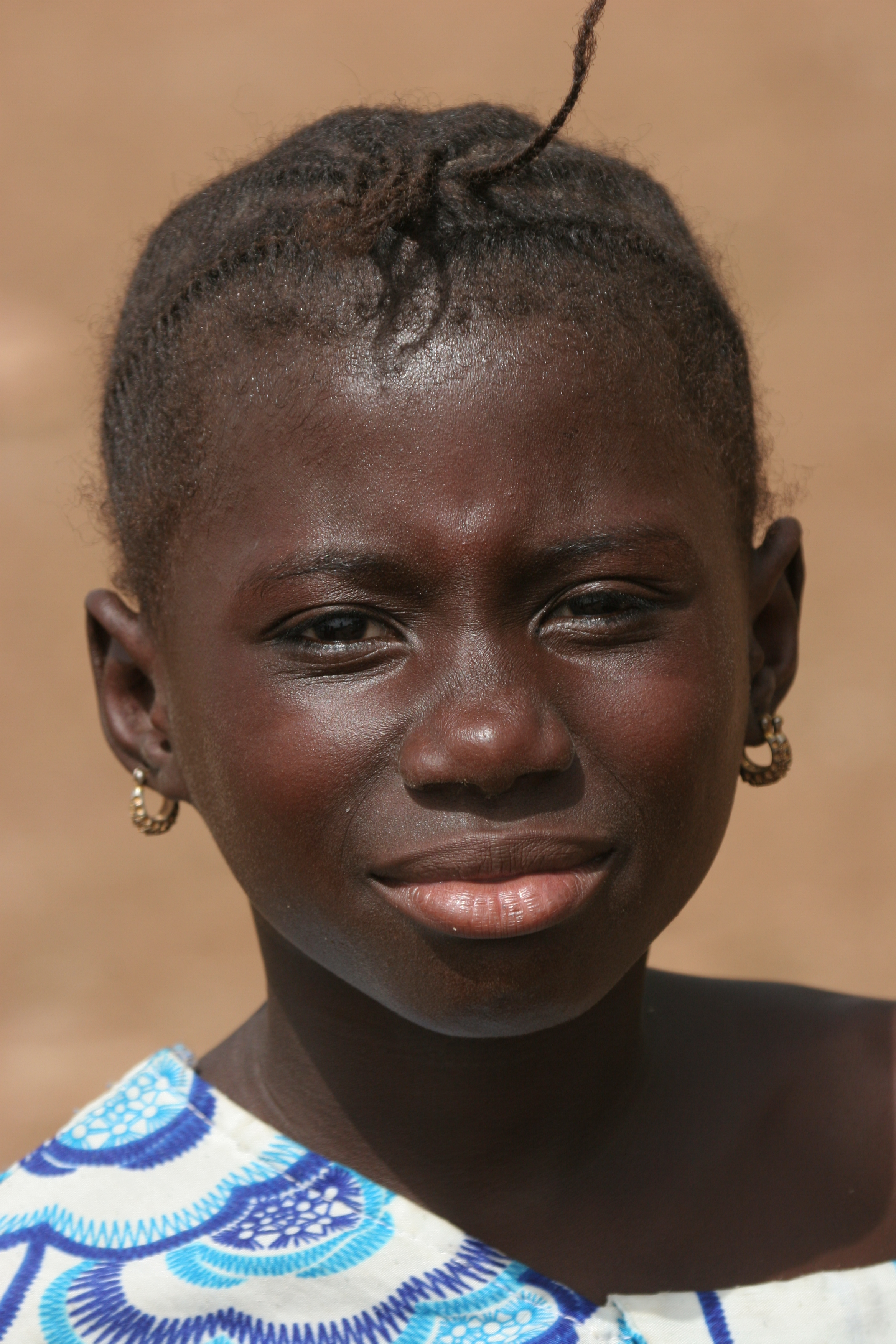
Dziewczynka Bambara

Bambara albo Bamana – grupa etniczna w Afryce Zachodniej, której przedstawiciele zamieszkują obszary w środkowym biegu Nigru – głównie w południowo-wschodnim Mali, gdzie stanowią 31% ludności. Mniejsze społeczności Bambara znajdują się w Gwinei (1% ludności), Francji, Senegalu, Nigrze, Wybrzeżu Kości Słoniowej i Mauretanii. Posługują się językiem bambara należącym do grupy mande rodziny nigero-kongijskiej.
Na przełomie XVI i XVII wieku zbudowali potężne imperium, bazując na tradycyjnym bractwie myśliwych Donzo Ton jako armii. Do dziś głównie spośród Donzo Ton rekrutowane są bojówki podczas konfliktów w zachodniej Afryce.